# Wilhelm Heinrich Friedrich von Kleist
Wilhelm Heinrich Friedrich von Kleist (* 19. September 1785 in Stettin; † 15. September 1867 in Stargard) war preußischer Generalmajor.

## Leben

### Herkunft
Er war ein Angehöriger der pommerschen Adelsfamilie von Kleist und Sohn des preußischen Majors und Postmeisters in Schlawe Hans Georg Wedig von Kleist (1750–1816) und der Constance Friederike Juliane Hille (1760–1833).

### Werdegang
Kleist begann seine Laufbahn in der preußischen Armee 1797 als Gefreitenkorporal im Infanterieregiment „von Owstien“. Er avancierte 1800 zum Fähnrich, 1803 zum Sekondeleutnant, wurde 1806 Adjutant des I. Bataillons. Im selben Jahres nahm er am Vierten Koalitionskrieg teil. Nachdem er bei Lübeck in Gefangenschaft geraten war, wurde er inaktiv gestellt.
1811 wurde Kleist beim 1. Pommerschen Infanterie-Regiment aggregiert, 1812 einrangiert und stieg 1813 zum Premierleutnant auf. In den Befreiungskriegen nahm er am Übergang bei Wartenburg, wo er verwundet wurde und der Belagerung von Magdeburg teil. Er kämpfte auch bei Wittenberg, Wesel, Soissons, Maubeuge, Philippeville und im Gefecht bei Thießen. Vor Hoogstraten wurde Kleist erneut verwundet und erhielt das Eiserne Kreuz II. Klasse. Ebenfalls nahm er an den Schlachten bei Großbeeren, Leipzig und Ligny teil, wo er das Eiserne Kreuz I. Klasse erhielt. Schlussendlich focht er auch in Belle Alliance.
Sein Aufstieg setzte sich fort, so wurde er 1814 Stabskapitän, 1815 Kapitän und Kompaniechef, 1824 Major und Kommandeur des III. Bataillons des 14. Landwehr-Regiments. Weiter avancierte Kleist 1836 zum Bataillonskommandeur im 30. Infanterie-Regiment und ein viertel Jahr später in gleicher Stellung im 14. Infanterie-Regiment Dienst zu tun. 1838 wurde er zum Oberstleutnant befördert, mit der Führung des 1. Infanterie-Regiments beauftragt und zu Beginn des Jahres 1839 als Regimentskommandeur bestätigt. 1840 avancierte er zum Oberst und erhielt im selben Jahr den Roten Adlerorden III. Klasse mit Schleife. 1851 nahm Kleist seinen Abschied vom aktiven Dienst mit dem Charakter eines Generalmajors und der gesetzlichen Pension.

### Familie
Kleist vermählte sich 1816 mit Albertine Ernestine Friederike von Ploetz (1789–1859), Tochter des Generallandschaftsrat Christian Friedrich von Ploetz und der Anna Caroline von Ramin. Aus der Ehe gingen vier Söhne hervor:
1. Carl Friedrich Wilhelm (* 1817)
2. Wedig Gustav Albert (1822–1825)
3. Rudolph Heinrich Reimar (* 1826), preußischer Premierleutnant a. D. ⚭ Olga von Dolgorucka
4. Otto Ewald Ernst (1829–1899), preußischer Oberst ⚭ Hedwig Friederike Ottilie von Maltzahn (1836–1895)